# BETA Cargo

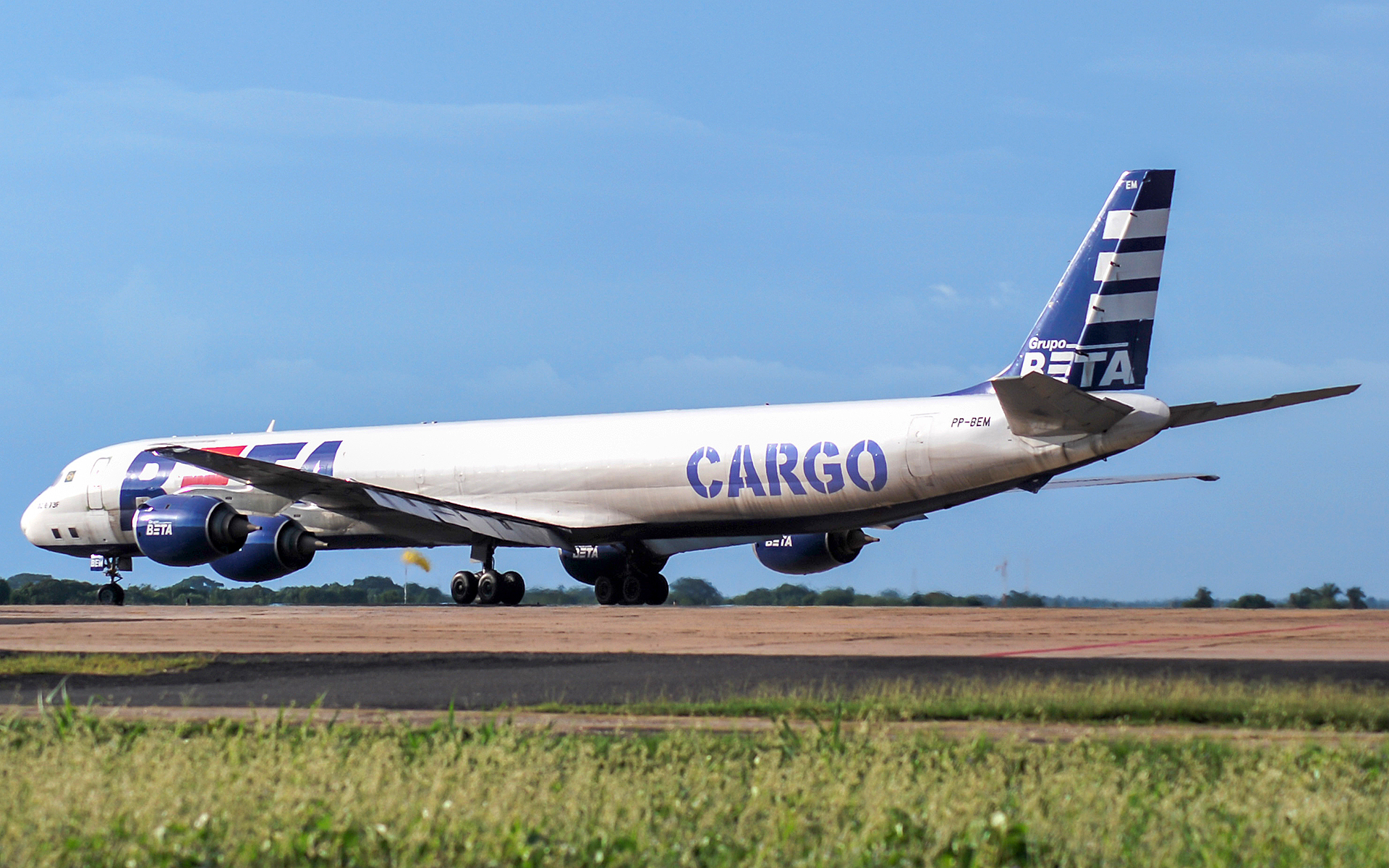
Douglas DC-8-73CF PP-BEM BETA Cargo Aeroporto de Teresina - Senador Petrônio Portella 25,03,2010

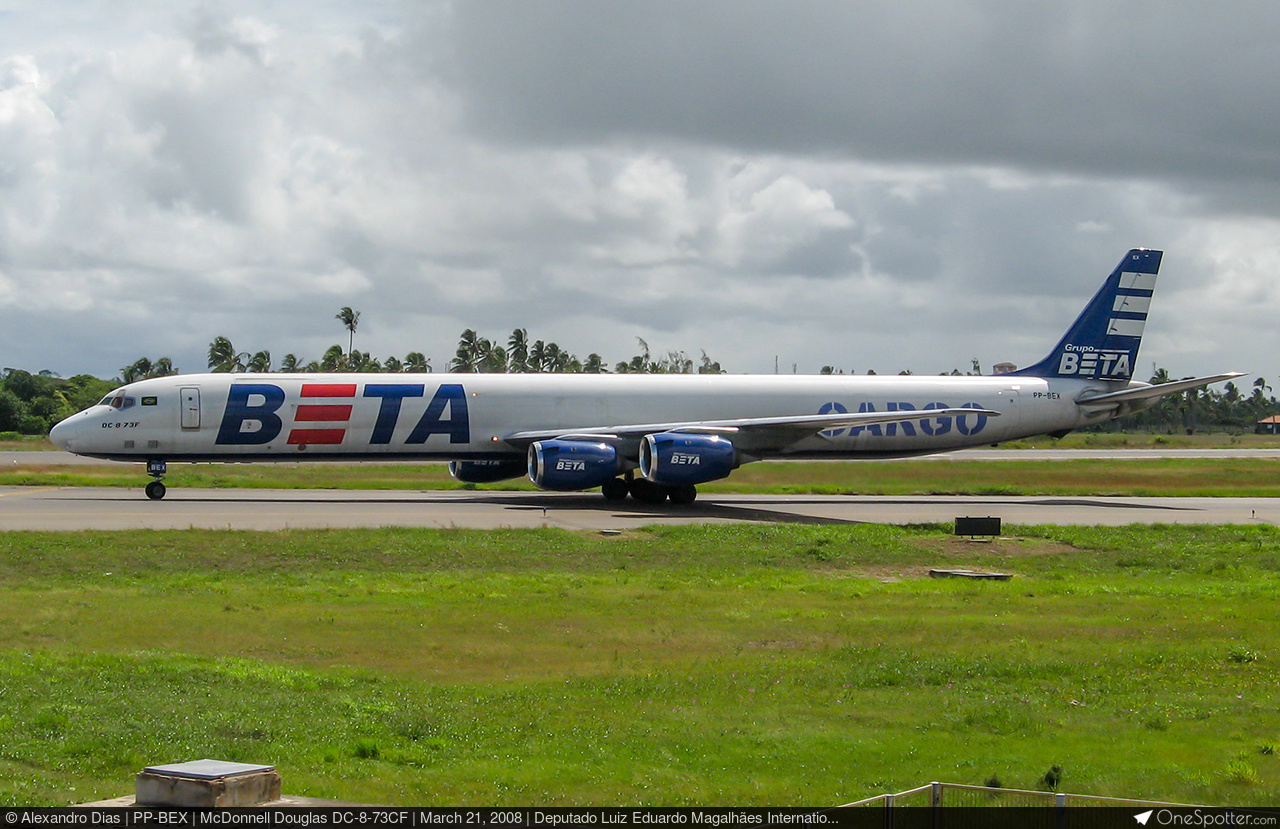
BETA Cargo Douglas DC-8-73CF PP-BEX Aeroporto Internacional de Salvador — Deputado Luís Eduardo Magalhães

A Brazilian Express Transportes Aéreos S/A mais conhecida como BETA Cargo, foi uma empresa aérea especializada em transportes aéreos de carga. Foi fundada em 1994 como Brasair e iniciou suas atividades em 1996. 
Foi a última empresa a operar aviões Douglas DC-8 e Boeing 707 no Brasil. 
Em 2010 paralisou suas atividades e teve sua concessão de funcionamento cassada pela ANAC em 2012.
Em 2014 foi condenada pelo CADE,  juntamente com a Skymaster Airlines, por envolvimento em corrupção e em formação de cartel em licitações publicas dos Correios (ECT).
Parte da frota da companhia (dois Douglas DC-8 e dois Boeing 707) encontra-se abandonada em uma área remota do Aeroporto Internacional Eduardo Gomes, em Manaus, e uma das suas aeronaves (um Douglas DC-8) está abandonada no Aeroporto Internacional de São Paulo, próxima a cabeceira da pista 27R, ao lado de um antigo Boeing 727 da extinta Fly Linhas Aéreas e um Airbus A300 da VASP.

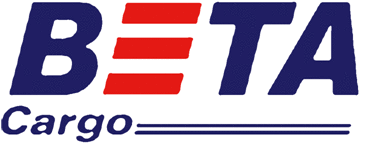
Logotipo da BETA utilizado de 2002 até 2010.

## Frota

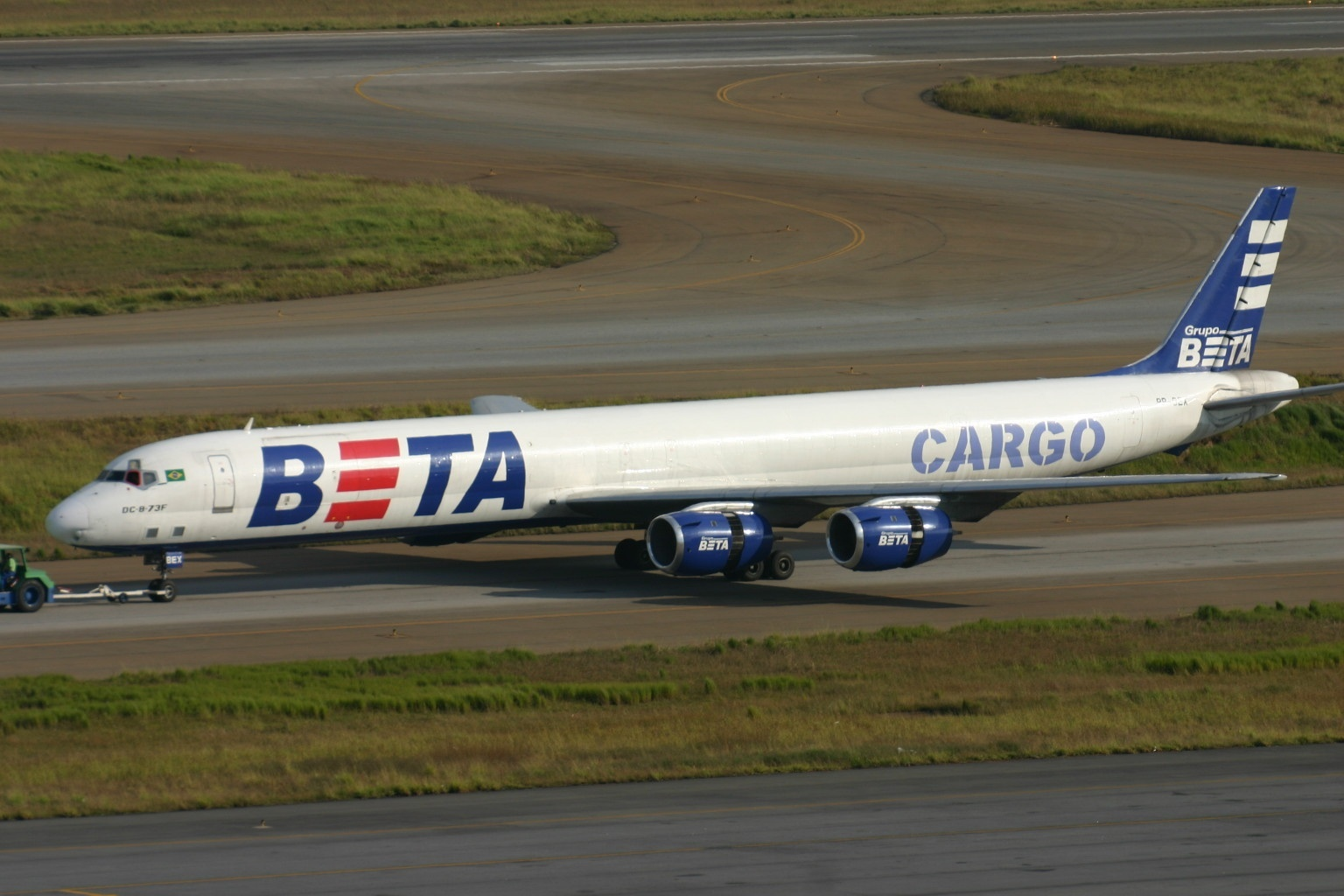
Douglas DC-8 da BETA Cargo.

Boeing 707 da BETA Cargo no Aeroporto Internacional de Porto Alegre-Salgado Filho em 2001.

| Prefixo | Aeronave         | Serial | Ano f.f | Notas                                                                                         |
| ------- | ---------------- | ------ | ------- | --------------------------------------------------------------------------------------------- |
| PP-BRI  | Boeing 707-330C  | 19776  | 1968    | Ex-Brasair Transportes Aéreos. Abandonado em MAO                                              |
| PP-BSE  | Boeing 707-330C  | 19317  | 1967    | Em 2004, sofreu um acidente ao decolar do Aeroporto Internacional de Manaus e foi desmontado. |
| PP-BRG  | Boeing 707-323C  | 19586  | 1968    | Ex-Brasair Transportes Aéreos. Retirado de operação e desmontado                              |
| PP-BRR  | Boeing 707-323C  | 20088  | 1968    | Ex-Brasair Transportes Aéreos. Retirado de operação e desmontado                              |
| PP-BEL  | Douglas DC-8-63F | 46047  | 1969    | Desmontado em GRU                                                                             |
| PP-BET  | Douglas DC-8-63F | 46103  | 1969    | Abandonado em MAO                                                                             |
| PP-BEX  | Douglas DC-8-63F | 46104  | 1969    | Abandonado em LIM                                                                             |
| PP-BEM  | Douglas DC-8-63F | 46086  | 1969    | Abandonado em MAO                                                                             |